# Atlanta Hawks
Los Atlanta Hawks (en español: Halcones de Atlanta) son un equipo profesional de baloncesto de los Estados Unidos con sede en Atlanta, Georgia. Compiten en la División Sureste de la Conferencia Este de la National Basketball Association (NBA) y disputan sus partidos como locales en el State Farm Arena.
El equipo fue fundado en 1946 como Tri-Cities Blackhawks en la zona del río Misisipi. Tras trasladarse a Milwaukee, Wisconsin, en 1951, la franquicia fue renombrada como Milwaukee Hawks. Antes de comenzar la temporada 1955-56 el equipo se mudó a San Luis (Misuri), pasando en la ciudad trece temporadas y ganando el campeonato de 1958 con el nombre de St. Louis Hawks, el único en la historia de la franquicia. Finalmente, en 1968 se movieron a la ciudad de Atlanta, Georgia con el nombre definitivo de Atlanta Hawks. Entre los títulos destacan, aparte del campeonato de la NBA de 1958, 4 títulos de conferencia y 12 de división.

## Pabellones
- Wharton Field House 1946-1951
- Milwaukee Arena 1951-1955
- Kiel Auditorium 1955-1968 (ocasionalmente jugó en el St. Louis Arena)
- Alexander Memorial Coliseum 1968-1972 y 1997-1999
- Omni Coliseum 1972-1997
- Georgia Dome 1997-1999
- State Farm Arena 1999-presente

## Historia

### Tri-Cities y Milwaukee (1949-1955)

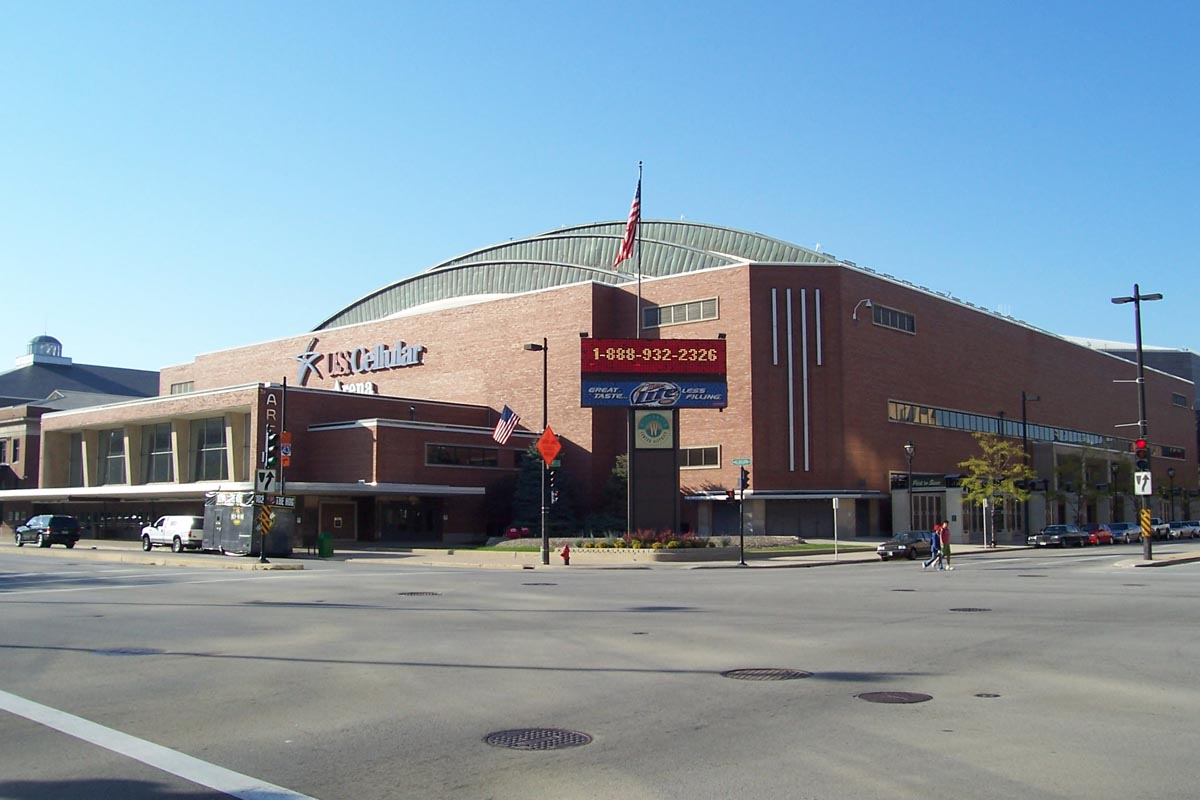
El Milwaukee Arena (hoy, US Cellular Arena), sede de los Hawks entre 1951 y 1955.

La franquicia se formó en 1946 con el nombre de Tri-Cities Blackhawks (posteriormente nombrada como Tri-City native Black Hawk) dentro de la National Basketball League; emplazada en un área tripartita perteneciente a Moline y Rock Island, de Illinois, y a Davenport, de Iowa (la actual Quad Cities). Los Black Hawks fueron nombrado así por la Guerra de Black Hawk, librada la mayor parte en Illinois. Otras fuentes afirman que comenzó en la temporada 1946-47 de la NBL como Buffalo Bisons y que al poco tiempo fue trasladada a Tri-Cities. Tras la fusión de la NBL y la BAA, que dio origen a la NBA actual, los Blackhawks alcanzaron la postemporada en el año inaugural de la flamante categoría, bajo el mando de Red Auerbach, que sustituyó ya iniciada la temporada a Roger Potter, consiguiendo 28 victorias y 29 derrotas. En los playoffs caerían en primera ronda ante Anderson Packers. Sin embargo, la siguiente campaña, después de escoger a Bob Cousy en el Draft y cometer el error de ceder sus derechos a Chicago Stags (quiénes más tarde pasarían los derechos de Cousy en un draft atípico a los Boston Celtics luego de su desaparición), no se clasificaron a los Playoffs.
En 1951, la franquicia se reubicó en Milwaukee, Wisconsin, donde les esperaba un nuevo pabellón para 10 000 espectadores, el Milwaukee Arena, y tomó el nombre de "Hawks". En su primera temporada con la nueva denominación, sólo uno de sus jugadores apareció entre los mejores de la liga, el ala-pívot Mel Hutchins, que empató como segundo mejor reboteador con Larry Foust, de Fort Wayne Pistons. Acabaron últimos de la liga, con un balance de 17 victorias y 49 derrotas, pero el público no les dio la espalda, esperando la mejoría del juego de su equipo. Durante el Draft de 1953, eligieron a Bob Pettit, un futuro MVP de la NBA, que realizó una espectacular temporada como novato, promediando 20,4 puntos por partido, el cuarto de toda la liga, y siendo elegido Rookie del Año. Milwaukee mejoró un poco, pero volvieron a terminar últimos de la liga, con 26 victorias y 46 derrotas.

### La era de St. Louis (1955-1968)
Los aficionados deportivos de la ciudad, viendo un equipo perdedor, cambiaron sus aficiones por el béisbol, pasando a apoyar masivamente a los Milwaukee Braves (otro equipo que curiosamente acabaría jugando en Atlanta). En el año 1955 se mudaron nuevamente, esta vez a San Luis, Misuri. Pettit comenzó su camino hacia el estrellato, liderando la liga en anotación (25,7 puntos por partido) y en rebotes (16,2 por partido), ganando sin discusión su primer premio al Mejor Jugador de la Liga. Mediada la temporada la plantilla se reforzó con el ala-pívot Jack Coleman y con el base Jack McMahon, ambos adquiridos a los Rochester Royals.
En el Draft de 1956, los Hawks elegían en la segunda posición. Antes de que comenzara, los Celtics renunciaron a su elección en primera ronda apostando por Tom Heinsohn, de Holy Cross como elección territorial. Este sistema permitía a los equipos poder reclamar a cualquier jugador universitario siempre que hubiese estudiado en el área de influencia del equipo. Pero incluso después de la elección de Heinsohn, el entrenador Red Auerbach ansiaba conseguir a Bill Russell, que había cumplido su ciclo universitario en la Universidad de San Francisco. Russell, con su habilidad defensiva sin precedentes, había sido capaz de llevar a los Dons a dos temporadas consecutivas sin perder ningún partido. Los Rochester Royals, que elegían en primera posición, se hicieron con los servicios del jugador de Duquesne Sihugo Green, eligiendo St. Louis a Russell. Pero Auerbach no perdió el tiempo para conseguir a su hombre, por lo que ofreció a Ed Macauley y Cliff Hagan. El trato era bueno para los Hawks. Macauley era un jugador popular de la Universidad de Saint Louis, que había promediado en su última temporada 17,5 puntos, mientras que Hagan era un prometedor rookie que regresaba de dos años de servicio militar.
Tras haber ocupado las últimas plazas de la División Oeste las cuatro temporadas previas, St. Louis ascendió hasta el segundo puesto, empatando con Minneapolis Lakers en número de victorias. Los Lakers batieron a los Hawks en un playoff a un partido para dirimir quién se haría oficialmente con la segunda plaza, y los dos equipos se volvieron a encontrar en la primera ronda de los playoffs de 1956, al mejor de 3 partidos. En el primero los Hawks se hicieron con la victoria por un solo punto, siendo barridos en el segundo por 58 puntos de diferencia. Pero los Hawks dieron la sorpresa en el tercero, al volver a imponerse por un punto, pasando así a las Finales de División. En ellas se encontraron a Fort Wayne Pistons a 5 encuentros, ganando los dos primeros, pero siendo barridos en los tres siguientes, llegando los Pistons a las Finales, que perderían ante Philadelphia Warriors.

#### Asiduos a las Finales (1957-1961)
A pesar de las nuevas adquisiciones, la temporada 1956-57 no comenzó bien. Con tan sólo 14 victorias en los primeros 33 partidos, Red Holzman fue despedido, pasando a ser jugador-entrenador el base Slater Martin. Pero tras 8 partidos decidió dedicarse únicamente a jugar, siendo nombrado en alero reserva Alex Hannum como nuevo entrenador. Liderados por Bob Pettit, que acabó segundo mejor anotador la liga con 24,7 puntos por partido, a pesar de haber jugado mermado tras romperse la muñeca en febrero, los Hawks compartieron el primer puesto de la División Oeste con Minneapolis Lakers y Fort Wayne Pistons. De todas formas, los resultados eran engañosos, ya que si bien los tres equipos empataron con 34 victorias y 48 derrotas, de haber estado en la División Este hubieran acabado en la última posición, logar que ocuparon los New York Knicks con 36 victorias y el mismo número de derrotas.
St. Louis batió a Fort Wayne y los Lakers a un partido en un tie break para resolver el campeón de división, lo que les hizo salir exentos en la primera ronda de playoffs. Ya en las finales de División volvierona cruzarse con los Lakers, a quienes derrotaron de forma contundente por 3-0, ganando el úktimo encuentro tras dos prórrogas por 143-135. Se plantaron en la final contra pronóstico, donde se encontraron con Boston Celtics, que eran los claros favoritos. Sin embargo, en el primer partido disputado en el Boston Garden, los Hawks dieron la sorpresa al imponerse 125-123 tras dos prórrogas. Los Celtics empatarían la serie la noche siguiente, viajando hasta el Kiel Auditorium donde de nuevo cada equipo ganaría uno de los dos encuentros disputados. Con la serie empatada a 2, la serie regresó a Boston, donde el quinto partido fue claramente para los locales. Ya en el sexto, los Celtis tuvieron la ocasión de ganar la final con un tiro sobre la bocina de Cliff Hagan que taponó Bob Pettit para dejar el marcador 96-94, forzando un séptimo y definitivo encuentro. Dicho partido, disputado el sábado 13 de abril, está considerado como uno de los más memorables de la historia de la NBA. Se llegó a los últimos instantes del mismo muy igualados, y Pettit anotó dos tiros libres que llevaron al partido a su primera prórroga. Previamente, con 103-102 a favor de los Hawks y 38 segundos por jugar, Jack Coleman tuvo en sus manos la canasta que hubiera supuesto la victoria, pero lo que parecía una bandeja fácil fue taponada espectacularmente por Bill Russell. En ella se llegó a los últimos segundos 2 arriba para Boston, pero una canasta de Coleman forzó un segundo tiempo extra. En él, Jim Loscutoff anotó un tiro libre que ponía a los Celtics 2 arriba con escasos segundos por jugar, fallando Bob Pettit el tiro definitivo. Los Celtics consiguieron su primer anillo de campeón.
Al año siguiente los Hawks acabarían la liga regular con una diferencia de 8 victorias, comandando la clasificación de la División Oeste, sobre sus más inmediatos seguidores, Cincinnati Royals. Con Alex Hannum en el banquillo, tras retirarse la temporada anterior, completaron una fase casi perfecta, con Bob Pettit acabando tercero en la clasificación de máximos anotadores, promediando 24,6 puntos por partido, y segundo en la de reboteadores, con 17,4 por partido. Junto a Pettit, destacaron también los aleros Cliff Hagan (19,9 ppp) y Ed Macauley (14,2 ppp). Llegados a los playoffs, acabaron fácilmente con los Pistons en las Finales de División por un cómodo 4-1, mientras que Boston hacía lo propio con los Warriors. En las finales, los Hawks tomaron ventaja en el primer partido tras ganas por dos puntos, igualando Boston en el segundo partido. Todo se puso de cara en el tercer partido, tras sufrir Bill Russell una lesión en la rodilla en el tercer partido, pero Boston reaccionó en el cuarto, aunque no pudo hacer nada en el quinto encuentro, perdiendo por un apretado 102-100. Las series se trasladaron de nuevo a St. Louis, donde los Hawks se hicieron finalmente con el anillo de campeón ganando por un único punto, 110-109.
A pesar del título, el propietario del equipo optó por cambiar de entrenador, dando paso a Andy Phillip, que únicamente duró diez partidos antes de poner en su lugar a Ed Macauley, que ya se encontraba en la recta final de su carrera como jugador. Además incoirporarona al pívot Clyde Lovellette, que venía de promediar más de 20 puntos por partido en sus tres anteriores temporadas en los Lakers y los Royals. Slater Martin y Jack McMahon continuaron llevando las riendas del equipo desde la posición de base, mientras que Pettit ganaba su segundo MVP de la NBA tras liderar la liga con 29,2 puntos por partido y conseguir un nuevo récord de anotación, con 2.105 puntos totales.
La siguiente década seguirían entre los equipos más exitosos, llegando y perdiendo contra los Celtics en las Finales de 1960 (con Ed Macauley como entrenador) y 1961 (con el rookie Lenny Wilkens), en el séptimo y quinto partido respectivamente.

### Traslado a Atlanta
En los años siguientes, los Hawks se convirtieron en fuertes aspirantes, avanzando cada año a playoffs y ganando varios títulos de división. En 1968, los Hawks fueron vendidos a Tom Cousins y al gobernador de Georgia Carl Sanders, y trasladó la franquicia a Atlanta, Georgia. Mientras un nuevo pabellón era construido, los Hawks jugaron sus cuatro primeras temporadas en el Alexander Memorial Coliseum de la Universidad de Georgia Tech. En 1972 se estrenó el Omni Coliseum, pabellón para 16.500 espectadores donde jugarían los Hawks y el equipo de hockey sobre hielo Atlanta Flames.
Los Hawks estaban liderados por el talentoso Pete Maravich y Lou Hudson, pero los Hawks apenas lograron hechos destacados, estando sumidos temporada tras temporada en la mediocridad.

#### La era de Dominique Wilkins (1982-1994)
Dominique Wilkins fue adquirido por los Utah Jazz en el draft de la NBA de 1982, pero fue traspasado a los Hawks por John Drew y Freeman Williams, en el que es considerado uno de los más desafortunados traspasos de la historia de la NBA, ya que Drew y Freeman solo jugarían cuatro temporadas entre los dos en Utah.
En la 1984-85, los Hawks llegaron a jugar 12 partidos en Nueva Orleans, Luisiana. Eran los años donde Dominique Wilkins ganó dos veces el concurso de mates de la NBA, desarrollando una gran rivalidad con Michael Jordan, jugador de los Chicago Bulls.
Liderados por Wilkins y con mediáticos jugadores como Spud Webb, los Hawks se convirtieron en uno de los equipos dominantes en la NBA. En la temporada 1986-87 consiguieron su récord de franquicia con un 57-25, pero jamás llegaron a las Finales de la NBA. Tras temporadas sumidos en la mediocridad, en 1993 contrataron al entrenador Lenny Wilkens, y en 1994 los Hawks traspasaron a Wilkins.

#### Etapa de altibajos (1994-2005)
En las primeras temporadas post-Wilkins, los Hawks llegaron a playoffs en las temporadas 1994-95 y 1995-96. Dirigidos por Lenny Wilkens, los Hawks hicieron buenas temporadas en la 1996-97 y la 1997-98, donde superaron las 50 victorias, sobre todo liderados por el pívot Dikembe Mutombo.
En la 2000-01, los Hawks traspasaron a Mutombo a los Philadelphia 76ers por Theo Ratliff, Toni Kukoč y Nazr Mohammed, coincidiendo con la explosión del joven Jason Terry. En 2001, los Hawks adquirieron como tercero del draft al español Pau Gasol, el cual fue traspasado a Memphis Grizzlies por Shareef Abdur-Rahim. En 2002, los Hawks enviaron a Kukoč a Milwaukee Bucks por el All-Star Glenn Robinson, el cual lideraría al equipo con 20,8 puntos por partido, pero los Hawks volvieron a fracasar en intentar entrar en playoffs.
En febrero de 2004, los Hawks adquirieron al All-Star Rasheed Wallace, de los Portland Trail Blazers. Wallace solo llegó a disputar un solo partido, pues al día siguiente fue traspasado a Detroit Pistons en un trade a tres bandas con los Pistons y los Boston Celtics. En el draft de ese año, los Hawks escogieron a Josh Smith como decimocuarta opción, el que sería una de las piezas claves del equipo en los próximos años. Los Hawks finalmente terminaron la temporada en un mediocre 28-54.
En la 2004-05, los Hawks consiguieron el peor récord de la NBA de ese año, y en el draft de 2005, escogieron en la segunda posición a Marvin Williams.

#### La era de Jo-Jo (2005-2012)

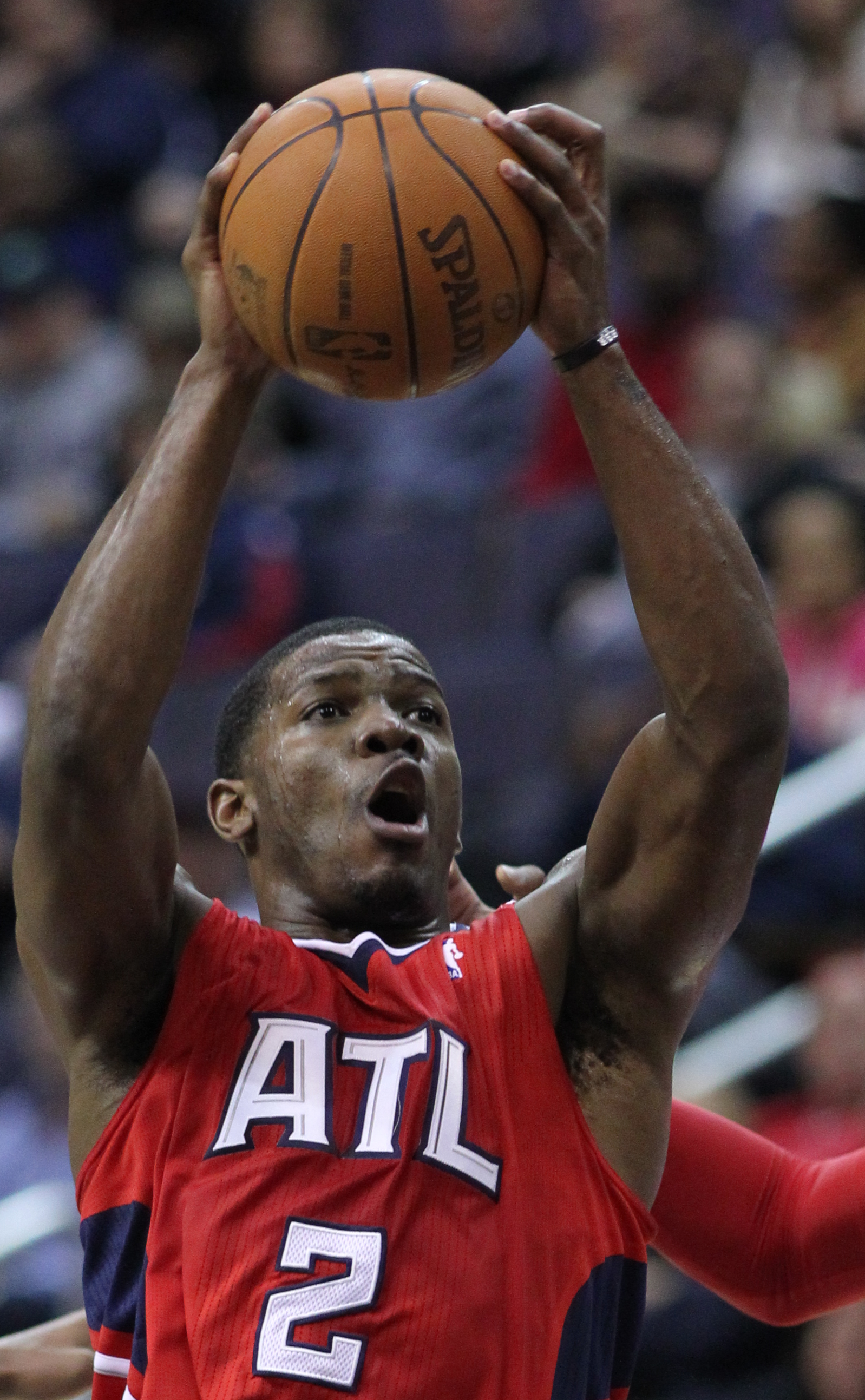
Joe Johnson, jugador franquicia de los Hawks hasta 2012.

En verano de 2005, los Hawks adquirieron a Joe Johnson de Phoenix Suns por Boris Diaw y una primera ronda de draft, así mismo firmaron al georgiano Zaza Pachulia. Junto a esto, Al Horford se destapó como uno de los mejores rookies de la NBA .
En febrero de 2008, los Hawks firmaron al base Mike Bibby, lo que por fin hacía despertar esperanzas de que el equipo pudiera hacer algo destacable. Los Hawks se clasificaron a playoffs pero fueron eliminados por Boston Celtics, los a la postre campeones. La 2008-09 vio a los Hawks llegar a Semifinales de Conferencia por primera vez desde 1999, siendo eliminados en ellas por Cleveland Cavaliers. En la 2009-10, los Hawks mejoraron su rendimiento y vieron como Horford y Jo-Jo iban convocados al All-Star. En playoffs volvieron a superar la primera ronda pero fueron eliminados en semifinales por Orlando Magic. La 2010-11 supuso un paso atrás para el equipo de los Hawks, con 44 victorias, además de la marcha de Mike Bibby a los Washington Wizards por Kirk Hinrich. En playoffs superaron la primera ronda contra los Magic pero perdieron ante Chicago Bulls en semifinales.
Tras el lockout de 2011, los Hawks firmaron una gran cantidad de agentes libres: Tracy McGrady, Jerry Stackhouse, Jason Collins, Vladimir Radmanović, Jannero Pargo y Willie Green. Los Hawks terminaron esa temporada terceros en la Conferencia Este, pero fueron eliminados en primera ronda de playoff por los Boston Celtics.

#### Llega Danny Ferry (2012-2014)
En junio de 2012, los Hawks confirman a Danny Ferry como su mánager general, y pocos días después, el que fue el jugador franquicia de los Hawks, Joe Johnson, se marcha a los récien creados Brooklyn Nets a cambio de DeShawn Stevenson, Anthony Morrow, Johan Petro, Jordan Williams y Jordan Farmar, estos dos últimos cortados. Ese mismo día, Marvin Williams es traspasado a Utah Jazz a cambio de Devin Harris. Ese verano, también llegarían libres Louis Williams, Anthony Tolliver y Kyle Korver. A mitad de temporada, los Hawks enviaban a Morrow a Dallas Mavericks por Dahntay Jones.
Los Hawks finalizarían con un récord de 44-38 y siendo eliminados en primera ronda de playoffs por Indiana Pacers. Para mayo de 2013 y ya en postemporada, los Hawks confirmaban a Mike Budenholzer como nuevo entrenador; Budenholzer había sido entrenador asistente de Gregg Popovich en San Antonio Spurs.
En el draft de 2013 los Hawks obtenían al base Dennis Schröder. En agosto de ese año, Josh Smith se marchaba a Detroit Pistons, y con el espacio salarial dejado, los Hawks firmaban a Paul Millsap procedente de Utah Jazz, esperando que formara una poderosa pareja interior junto a Al Horford. Pese a una grave lesión de Horford en diciembre, los Hawks consiguieron clasificarse para playoffs con el último lugar en la Conferencia Este con un récord negativo de 38-44. Sin embargo, en los playoffs el equipo fue capaz de llevar al primer clasificado, Indiana Pacers, a disputar el séptimo partido, donde finalmente los Hawks cayeron, pero con honor.

#### Buldenhozer y el juego coral (2014-2017)
En la temporada 2014/2015, los Atlanta Hawks fueron la gran sorpresa de la temporada, consiguiendo algunos hitos como el mejor mes de la historia de la NBA, con un récord inmaculado de 19-0 en enero. Consiguieron que 4 de sus 5 titulares fueron al partido de las estrellas (Jeff Teague, Kyle Korver, Paul Millsap y Al Horford) y lograron el mejor récord en la conferencia este (60-22). Por todo ello, Mike Budenholzer recibió el reconocimiento de mejor entrenador del año.
Sin embargo, el desgaste que supuso todos estos logros en una plantilla no destinado para ello, hizo mella en la postemporada. En primera ronda los Hawks consiguieron superar a los Brooklyn Nets en una serie que acabó 4-2, mismo resultado que conseguirian en semifinales ante unos Washintong Wizards mermados por la ausencia de su jugador estrella en algunos partidos, John Wall. El final de esta maravillosa temporada para el conjunto de Georgia llegó abruptamente en finales de conferencia, contra LeBron James y sus Cleveland Cavaliers, que barrieron sin compasión (4-0) a unos Hawks que jugaban con más corazón que cabeza después del desgaste de toda la temporada.
Tras esta temporada, el equipo intentó mantener las máximas piezas posibles para los siguientes años, intentado seguir siendo un equipo de zona alta de la tabla en su conferencia. Para la próxima temporada (2015/2016), los Hawks perdieron a su referente defensivo, DeMarre Carroll, con destino Toronto. Esta baja el equipo de Georgia la resolvió dándole el puesto de titular a Kent Bazemore. Los Hawks no consiguieron mantener la dinámica del año anterior, pero siguió haciendo un papel digno. El equipo acabó con récord 48-34, clasificando para los Playoffs en cuarto lugar. 
En primera ronda se enfrentaron a los Boston Celtics de Isaiah Thomas, a los que superaron por 4-2 jugando a buen nivel ante un equipo que sobre el papel, parecía favorito por calidad de plantilla. Sin embargo, en semifinales de conferencia, volvieron a cruzarse a LeBron James y sus Cavaliers, con el mismo resultado que el año anterior. Los Hawks cayeron 4-0.
De cara al año siguiente (2015/2017) los Hawks sufrieron un duro golpe en la agencia libre. Al Horford, una de las caras de la franquicia, firmaba por Boston Celtics, competidor directo de los Hawks en la conferencia este. Los Hawks respondieron a este golpe firmando al pívot Dwight Howard, además traspasar a su base titular Jeff Teague, para apostar por Dennis Schroder como titular. Los Hawks consiguieron hacer un papel similar al año anterior, gracias en gran parte al buen nivel de Paul Millsap. Clasificaron en quinta posición para los playoffs, pero este año sin embargo, no pudieron superar la primera ronda, cayendo por 4-2 ante los Washington Wizards.
Tras este duro golpe, los Hawks deciden desarmar el proyecto que les había mantenido en puestos altos de la conferencia este durante más de una década. El equipo podía aspirar a llegar a playoffs, pero no tenía los mimbres necesarios para aspirar a algo más. Dwight Howard fue traspasado a Charlotte Hornets, Paul Millsap firmó por Denver Nuggets y otras piezas como Hardaway Jr también salieron de la franquicia, tocaba reconstruir en Georgia.

#### Travis Schlenk y un nuevo intento (2017-2021)
Para llevar a cabo la reconstrucción, se confió en la figura de Travis Schlenk, que formó parte de la organización de los Warriors a la hora de draftear a Stephen Curry, Klay Thompson y Draymond Green. La primera gran adquisición de los Hawks llegó mediante el Draft. Los Hawks seleccionaron al ala pívot procedente de Wake Forest John Collins con la ronda número 19 del Draft de 2017. Eso fue lo único reseñable de la temporada, porque los Hawks consiguieron un récord de 24-58, quedando en último lugar de la conferencia este.
Debido a su mala clasificación, los Hawks consiguieron una ronda alta en el Draft de 2018, en tercer lugar, además de contar con una primera ronda de Minnesota Timberwolves gracias al traspaso de Jeff Teague. Dicha ronda acabó siendo la número 19. Los Hawks con su tercera ronda seleccionaron a Luka Dončić, traspasandolo a Dallas a cambio de Trae Young y la primera ronda de Dallas del draft de 2019. Con el número 19, los Hawks seleccionaron a Kevin Huerter.
Los Hawks ya contaban con tres jóvenes prometedores con los que experimentar durante la temporada regular. Los mimbres eran insuficientes pero poco a poco los Hawks veían claridad en su futuro. Los Hawks acabaron la temporada con un récord de 29-53, situándose en la duodécima posición de la conferencia este. Insuficiente, pero los Hawks veían que con las futura adquisiciones en el draft, podrían dar un paso adelante.
Para el Draft de 2019 los Hawks contaban con muchos picks, el suyo propio, el de Dallas si no acababa siendo un pick top 5 y el pick n.º 17. Tras realizarse la lotería del draft, el pick propio de los Hawks acabó siendo el número 8, y el de Dallas fue el número 10, por lo que cayó en manos de los Hawks. Antes del Draft, los Hawks formaron parte del traspaso que acabó con Anthony Davis en los Lakers. En dicho traspaso los Hawks recibieron la ronda número 4, a cambio de la ronda 8 y la 17, que acabó en mano de los New Orleans Pelicans.
En el Draft de 2019, los Hawks seleccionaron con el número 4 a De'Andre Hunter, un alero polivalente de faceta defensiva, que venía de ganar el torneo universitario con Virginia, siendo una de sus caras principales. En el número 10, los Hawks seleccionaron al alero Cam Reddish, procedente de Duke, donde formó un talentoso equipo junto a Zion Williamson y RJ Barret. En esa temporada (2019/2020), los Hawks decepcionaron, se esperaba de ellos pelear al menos por los últimos puestos de playoffs, pero no fue así. Fue una temporada extraña en Georgia, Trae Young era el jugador franquicia junto a John Collins, pero este último fue sancionado 25 partidos por sustancias dopantes. Hunter y Reddish no explotaron en su año rookie, y esto, sumado a la suspensión de la temporada debido a la pandemia de coronavirus, fue determinante. Además, los Hawks fueron uno de los ocho equipos que se quedaron fuera de la burbuja de la NBA, por lo que no volvieron a competir hasta el año siguiente.
Los Hawks de cara a la temporada 2020-21 hicieron una gran apuesta, dando un gran salto de calidad a la plantilla mediante la adquisición de jugadores veteranos en la agencia libre. Pudieron asumir varios contratos relativamente altos debido a que sus jugadores jóvenes todavía estaban bajo contratos rookies. Los Hawks se hicieron con jugadores como Danilo Gallinari, Rajon Rondo, Bogdan Bogdanovic y Solomon Hill. Además de contar con Clint Capela, conseguido en febrero del año anterior en un traspaso de 4 equipos. Los Hawks consiguieron a uno de los mejores pívots de la liga a cambio de Evan Turner y una segunda ronda. El equipo terminó con un balance de 41-31, en quinta posición de su conferencia, y clasificándose para playoffs por primera vez desde 2017. En primera ronda se deshicieron de los New York Knicks (4-1), en semifinales de los Philadelphia 76ers en el séptimo partido (4-3), accediendo a finales de conferencia donde caerían eliminados por los Milwaukee Bucks de Giannis Antetokounmpo (2-4).
De cara a la temporada 2021-22 se refuerza con Gorgui Dieng y Delon Wright, y salen Kris Dunn, Tony Snell. Termina la temporada regular con un balance de 43-39, noveno de su conferencia, clasificándose para Play-In y venciendo a Charlotte y Cleveland, y clasificándose para playoffs por segundo año consecutivo. En playoffs caen en primera ronda ante Miami Heat (1-4).

#### Landry Fields (2022-presente)
Antes del comienzo de la temporada 2022-23, Travis Schlenk es sustituido en la gerencia general por el que era su ayudante hasta ese momento Landry Fields. De cara a la 2022-23 llegaron Dejounte Murray y Frank Kaminsky y salieron Danilo Gallinari y Kevin Huerter. El equipo finalizó octavo de su conferencia, por lo que disputó el Play-In, ganando a Miami en el primer encuentro, para asegurarse el séptimo puesto en playoffs, clasificándose así por tercer año consecutivo. Ya en postemporada, cayeron en primera ronda ante Boston Celtics (2-4).

## Trayectoria
Nota: G: Partidos ganados; P:Partidos perdidos; %:porcentaje de victorias
| Temporada                                                         | G                                                                 | P                                                                 | %                                                                 | Play-offs                                                                   | Resultado                                                                                            |
| Tri-Cities Blackhawks (NBL) (No se incluye en los totales de G/P) | Tri-Cities Blackhawks (NBL) (No se incluye en los totales de G/P) | Tri-Cities Blackhawks (NBL) (No se incluye en los totales de G/P) | Tri-Cities Blackhawks (NBL) (No se incluye en los totales de G/P) | Tri-Cities Blackhawks (NBL) (No se incluye en los totales de G/P)           | Tri-Cities Blackhawks (NBL) (No se incluye en los totales de G/P)                                    |
| ----------------------------------------------------------------- | ----------------------------------------------------------------- | ----------------------------------------------------------------- | ----------------------------------------------------------------- | --------------------------------------------------------------------------- | --- |
| 1946-47                                                           | 19                                                                | 25                                                                | .432                                                              |                                                                             | |
| 1947-48                                                           | 30                                                                | 30                                                                | .500                                                              | Gana 1.ª Ronda Pierde Semifinales                                           | Tri-Cities 3-1 Indianapolis Minneapolis 2-0 Tri-Cities                                               |
| 1948-49                                                           | 36                                                                | 28                                                                | .563                                                              | Gana 1.ª Ronda Pierde Semifinales                                           | Tri-Cities 2-0 Sheboygan Oshkosh 3-1 Tri-Cities                                                      |
| Tri-Cities Blackhawks NBA                                         |                                                                   |                                                                   |                                                                   |                                                                             | |
| 1949-50                                                           | 29                                                                | 35                                                                | .453                                                              | Pierde Semifinales División                                                 | Anderson 2-1 Tri-Cities                                                                              |
| 1950-51                                                           | 25                                                                | 43                                                                | .368                                                              |                                                                             | |
| Milwaukee Hawks                                                   |                                                                   |                                                                   |                                                                   |                                                                             | |
| 1951-52                                                           | 17                                                                | 49                                                                | .258                                                              |                                                                             | |
| 1952-53                                                           | 27                                                                | 44                                                                | .380                                                              |                                                                             | |
| 1953-54                                                           | 21                                                                | 51                                                                | .292                                                              |                                                                             | |
| 1954-55                                                           | 26                                                                | 46                                                                | .361                                                              |                                                                             | |
| St. Louis Hawks                                                   |                                                                   |                                                                   |                                                                   |                                                                             | |
| 1955-56                                                           | 33                                                                | 39                                                                | .458                                                              | Pierde 2.ª Plaza División Gana Semifinales División Pierde Finales División | Minneapolis 1, St. Louis 0 St. Louis 2, Minneapolis 1 Ft. Wayne 3, St. Louis 2                       |
| 1956-57                                                           | 34                                                                | 38                                                                | .472                                                              | Gana Tiebreaker División Gana Finales División Pierde Finales NBA           | St. Louis 1, Ft. Wayne 0 St. Louis 1, Minneapolis 0 St. Louis 3, Minneapolis 0 Boston 4, St. Louis 3 |
| 1957-58                                                           | 41                                                                | 31                                                                | .569                                                              | Gana Finales División Gana Finales NBA                                      | St. Louis 4, Ft. Wayne 1 St. Louis 4, Boston 2                                                       |
| 1958-59                                                           | 49                                                                | 23                                                                | .681                                                              | Pierde Finales División                                                     | Minneapolis 4, St. Louis 2                                                                           |
| 1959-60                                                           | 46                                                                | 29                                                                | .613                                                              | Gana Finales División Pierde Finales NBA                                    | St. Louis 4, Minneapolis 3 Boston 4, St. Louis 3                                                     |
| 1960-61                                                           | 51                                                                | 28                                                                | .646                                                              | Gana Finales División Pierde Finales NBA                                    | St. Louis 4, Minneapolis 3 Boston 4, St. Louis 1                                                     |
| 1961-62                                                           | 29                                                                | 51                                                                | .363                                                              |                                                                             | |
| 1962-63                                                           | 48                                                                | 32                                                                | .600                                                              | Gana Semifinales División Pierde Finales División                           | St. Louis 3, Ft. Wayne 1 Los Angeles 4, St. Louis 3                                                  |
| 1963-64                                                           | 46                                                                | 34                                                                | .575                                                              | Gana Semifinales División Pierde Finales División                           | St. Louis 3, Los Angeles 2 San Francisco 4, St. Louis 3                                              |
| 1964-65                                                           | 45                                                                | 35                                                                | .563                                                              | Pierde Semifinales División                                                 | Baltimore 3, St. Louis 1                                                                             |
| 1965-66                                                           | 36                                                                | 44                                                                | .450                                                              | Gana Semifinales División Pierde Finales División                           | St. Louis 3, Baltimore 0 Los Angeles 4, St. Louis 3                                                  |
| 1966-67                                                           | 39                                                                | 42                                                                | .481                                                              | Gana Semifinales División Pierde Finales División                           | St. Louis 3, Chicago 0 San Francisco 4, St. Louis 2                                                  |
| 1967-68                                                           | 56                                                                | 26                                                                | .683                                                              | Pierde Semifinales División                                                 | San Francisco 4, St. Louis 2                                                                         |
| Atlanta Hawks                                                     |                                                                   |                                                                   |                                                                   |                                                                             | |
| 1968-69                                                           | 48                                                                | 34                                                                | .585                                                              | Gana Semifinales División Pierde Finales División                           | Atlanta 4, San Diego 2 Los Angeles 4, Atlanta 1                                                      |
| 1969-70                                                           | 48                                                                | 34                                                                | .585                                                              | Gana Semifinales Conferencia Pierde Finales Conferencia                     | Atlanta 4, Chicago 1 Los Angeles 4, Atlanta 0                                                        |
| 1970-71                                                           | 36                                                                | 46                                                                | .439                                                              | Pierde Semifinales Conferencia                                              | New York 4, Atlanta 1                                                                                |
| 1971-72                                                           | 36                                                                | 46                                                                | .439                                                              | Pierde Semifinales Conferencia                                              | Boston 4, Atlanta 2                                                                                  |
| 1972-73                                                           | 46                                                                | 36                                                                | .561                                                              | Pierde Semifinales Conferencia                                              | Boston 4, Atlanta 2                                                                                  |
| 1973-74                                                           | 35                                                                | 47                                                                | .427                                                              |                                                                             | |
| 1974-75                                                           | 31                                                                | 51                                                                | .378                                                              |                                                                             | |
| 1975-76                                                           | 29                                                                | 53                                                                | .354                                                              |                                                                             | |
| 1976-77                                                           | 31                                                                | 51                                                                | .378                                                              |                                                                             | |
| 1977-78                                                           | 41                                                                | 41                                                                | .500                                                              | Pierde 1.ª Ronda                                                            | Washington 2, Atlanta 0                                                                              |
| 1978-79                                                           | 46                                                                | 36                                                                | .561                                                              | Gana 1.ª Ronda Pierde Semifinales Conferencia                               | Atlanta 2, Houston 0 Washington 4, Atlanta 3                                                         |
| 1979-80                                                           | 50                                                                | 32                                                                | .610                                                              | Pierde Semifinales Conferencia                                              | Philadelphia 4, Atlanta 1                                                                            |
| 1980-81                                                           | 31                                                                | 51                                                                | .378                                                              |                                                                             | |
| 1981-82                                                           | 42                                                                | 40                                                                | .512                                                              | Pierde 1.ª Ronda                                                            | Philadelphia 2, Atlanta 0                                                                            |
| 1982-83                                                           | 43                                                                | 39                                                                | .524                                                              | Pierde 1.ª Ronda                                                            | Boston 2, Atlanta 1                                                                                  |
| 1983-84                                                           | 40                                                                | 42                                                                | .488                                                              | Pierde 1.ª Ronda                                                            | Milwaukee 3, Atlanta 2                                                                               |
| 1984-85                                                           | 34                                                                | 48                                                                | .415                                                              |                                                                             | |
| 1985-86                                                           | 50                                                                | 32                                                                | .610                                                              | Gana 1.ª Ronda Pierde Semifinales Conferencia                               | Atlanta 3, Detroit 1 Boston 4, Atlanta 1                                                             |
| 1986-87                                                           | 57                                                                | 25                                                                | .695                                                              | Gana 1.ª Ronda Pierde Semifinales Conferencia                               | Atlanta 3, Indiana 1 Detroit 4, Atlanta 1                                                            |
| 1987-88                                                           | 50                                                                | 32                                                                | .610                                                              | Gana 1.ª Ronda Pierde Semifinales Conferencia                               | Atlanta 3, Milwaukee 2 Boston 4, Atlanta 3                                                           |
| 1988-89                                                           | 52                                                                | 30                                                                | .634                                                              | Pierde 1.ª Ronda                                                            | Milwaukee 3, Atlanta 2                                                                               |
| 1989-90                                                           | 41                                                                | 41                                                                | .500                                                              |                                                                             | |
| 1990-91                                                           | 43                                                                | 39                                                                | .524                                                              | Pierde 1.ª Ronda                                                            | Detroit 3, Atlanta 2                                                                                 |
| 1991-92                                                           | 38                                                                | 44                                                                | .463                                                              |                                                                             | |
| 1992-93                                                           | 43                                                                | 39                                                                | .524                                                              | Pierde 1.ª Ronda                                                            | Chicago 3, Atlanta 0                                                                                 |
| 1993-94                                                           | 57                                                                | 25                                                                | .695                                                              | Gana 1.ª Ronda Pierde Semifinales Conferencia                               | Atlanta 3, Miami 2 Indiana 4, Atlanta 2                                                              |
| 1994-95                                                           | 42                                                                | 40                                                                | .512                                                              | Pierde 1.ª Ronda                                                            | Indiana 3, Atlanta 0                                                                                 |
| 1995-96                                                           | 46                                                                | 36                                                                | .561                                                              | Gana 1.ª Ronda Pierde Semifinales Conferencia                               | Atlanta 3, Indiana 2 Orlando 4, Atlanta 1                                                            |
| 1996-97                                                           | 56                                                                | 26                                                                | .683                                                              | Gana 1.ª Ronda Pierde Semifinales Conferencia                               | Atlanta 3, Detroit 2 Chicago 4, Atlanta 1                                                            |
| 1997-98                                                           | 50                                                                | 32                                                                | .610                                                              | Pierde 1.ª Ronda                                                            | Charlotte 3, Atlanta 1                                                                               |
| 1998-99                                                           | 31                                                                | 19                                                                | .620                                                              | Gana 1.ª Ronda Pierde Semifinales Conferencia                               | Atlanta 3, Detroit 2 New York 4, Atlanta 0                                                           |
| 1999-2000                                                         | 28                                                                | 54                                                                | .341                                                              |                                                                             | |
| 2000-01                                                           | 25                                                                | 57                                                                | .305                                                              |                                                                             | |
| 2001-02                                                           | 33                                                                | 49                                                                | .402                                                              |                                                                             | |
| 2002-03                                                           | 35                                                                | 47                                                                | .427                                                              |                                                                             | |
| 2003-04                                                           | 28                                                                | 54                                                                | .341                                                              |                                                                             | |
| 2004-05                                                           | 13                                                                | 69                                                                | .188                                                              |                                                                             | |
| 2005-06                                                           | 26                                                                | 56                                                                | .317                                                              |                                                                             | |
| 2006-07                                                           | 30                                                                | 52                                                                | .366                                                              |                                                                             | |
| 2007-08                                                           | 37                                                                | 45                                                                | .451                                                              | Pierde 1.ª Ronda                                                            | Boston 4, Atlanta 3                                                                                  |
| 2008-09                                                           | 47                                                                | 35                                                                | .573                                                              | Gana 1.ª Ronda Pierde Semifinales Conferencia                               | Atlanta 4, Miami 3 Cleveland 4, Atlanta 0                                                            |
| 2009-10                                                           | 53                                                                | 29                                                                | .646                                                              | Gana 1.ª Ronda Pierde Semifinales Conferencia                               | Atlanta 4, Milwaukee 3 Orlando 4, Atlanta 0                                                          |
| 2010-11                                                           | 44                                                                | 38                                                                | .537                                                              | Gana 1.ª Ronda Pierde Semifinales Conferencia                               | Atlanta 4, Orlando 2 Chicago 4, Atlanta 2                                                            |
| 2011-12                                                           | 40                                                                | 26                                                                | .606                                                              | Pierde 1.ª Ronda                                                            | Boston 4, Atlanta 2                                                                                  |
| 2012-13                                                           | 44                                                                | 38                                                                | .537                                                              | Pierde 1.ª Ronda                                                            | Indiana 4, Atlanta 2                                                                                 |
| 2013-14                                                           | 38                                                                | 44                                                                | .463                                                              | Pierde 1.ª Ronda                                                            | Indiana 4, Atlanta 3                                                                                 |
| 2014-15                                                           | 60                                                                | 22                                                                | .720                                                              | Gana 1.ª Ronda Gana Semifinal de Conferencia Pierde Final de Conferencia    | Atlanta 4, Brooklyn 2 Atlanta 4, Washington 2 Cleveland 4, Atlanta 0                                 |
| 2015-16                                                           | 48                                                                | 34                                                                | .585                                                              | Gana 1.ª Ronda Pierde Semifinales Conferencia                               | Atlanta 4, Boston 2, Cleveland 4, Atlanta 0                                                          |
| 2016-17                                                           | 43                                                                | 39                                                                | .524                                                              | Pierde 1.ª Ronda                                                            | Washington 4, Atlanta 2                                                                              |
| 2017-18                                                           | 24                                                                | 58                                                                | .293                                                              |                                                                             | |
| 2018-19                                                           | 29                                                                | 53                                                                | .354                                                              |                                                                             | |
| 2019-20                                                           | 20                                                                | 47                                                                | .299                                                              |                                                                             | |
| 2020-21                                                           | 41                                                                | 31                                                                | .569                                                              | Gana 1.ª Ronda Gana Semifinales Conferencia Pierde Finales Conferencia      | Atlanta 4, Knicks 1 Atlanta 4, Philadelphia 3 Milwaukee 4, Atlanta 2                                 |
| 2021-22                                                           | 43                                                                | 39                                                                | .524                                                              | Pierde 1.ª Ronda                                                            | Miami 4, Atlanta 1                                                                                   |
| 2022-23                                                           | 41                                                                | 41                                                                | .500                                                              | Pierde 1.ª Ronda                                                            | Boston 4, Atlanta 2                                                                                  |
| 2023-24                                                           | 36                                                                | 46                                                                | .439                                                              |                                                                             | |
| 2024-25                                                           | 40                                                                | 42                                                                | .488                                                              |                                                                             | |
| Totales                                                           | 2967                                                              | 3052                                                              | .493                                                              |                                                                             | |
| Playoffs                                                          | 168                                                               | 222                                                               | .431                                                              | 1 Campeonato                                                                | 1 Campeonato                                                                                         |

## Jugadores

### Miembros delBasketball Hall of Fame
- Walt Bellamy
- Cliff Hagan (St. Louis)
- Connie Hawkins
- Moses Malone
- Pete Maravich
- Ed Macauley (St. Louis: jugador y entrenador)
- Bob Pettit (St. Louis)
- Lenny Wilkens (St. Louis: jugador; Atlanta:entrenador)
- Dominique Wilkins
- Dikembe Mutombo

### Números retirados
- 9 Bob Pettit, A, 1954-1965 (1954-1955 Milwaukee, 1955-1965 St. Louis)
- 17 Ted Turner, dueño de la franquicia, 1977-2004 (17 por su canal de cable, que comenzó con el Canal 17 de Atlanta, WTBS)
- 21 Dominique Wilkins, A, 1983-1994
- 23 Lou Hudson, A, 1966-1977 (1966-1968 St. Louis, 1968-1977 Atlanta)
- 40 Jason Collier, AP-P, 2003-2005 (el número no está retirado oficialmente, pero está fuera de circulación)
- 44 Pete Maravich, B, 1970-1974
- 55 Dikembe Mutombo, P, 1996-2001

### Líderes estadísticos
[actualizar]
Puntos totales temporada regular
| #                                           | Jugador           | Temporadas       | Promedio | Partidos | Total  |
| ------------------------------------------- | ----------------- | ---------------- | -------- | -------- | ------ |
| 1                                           | Dominique Wilkins | 1984 - 1995 (11) | 26,4     | 882      | 23 292 |
| 2                                           | Bob Pettit        | 1954 - 1965 (11) | 26,4     | 792      | 20 880 |
| 3                                           | Lou Hudson        | 1966 - 1977 (11) | 22,0     | 730      | 16 049 |
| 4                                           | Cliff Hagan       | 1956 - 1966      | 18,0     | 745      | 13 447 |
| 5                                           | John Drew         | 1974 - 1983 (9)  | 21,3     | 595      | 12 641 |
| 6                                           | Joe Johnson       | 2004 - 2012 (8)  | 20,9     | 508      | 10 606 |
| 7                                           | Kevin Willis      | 1984 - 1994 (10) | 14,6     | 724      | 10 582 |
| 8                                           | Eddie Johnson     | 1977 - 1986 (9)  | 15,6     | 619      | 9 631  |
| 9                                           | Josh Smith        | 1984 - 1994 (10) | 15,1     | 620      | 9 375  |
| 10                                          | Zelmo Beaty       | 2004 - 2012 (8)  | 17,4     | 501      | 8 727  |
| Nota actualizados a 19 de diciembre de 2012 |                   |                  |          |          |        |

Rebotes totales temporada regular
| #                                           | Jugador              | Temporadas       | Promedio | Partidos | Total  |
| ------------------------------------------- | -------------------- | ---------------- | -------- | -------- | ------ |
| 1                                           | Bob Pettit           | 1954 - 1965 (11) | 15,1     | 792      | 12 849 |
| 2                                           | Bill Bridges         | 1954 - 1965 (11) | 12,5     | 693      | 8 656  |
| 3                                           | Kevin Willis         | 1984 - 1994 (10) | 10,1     | 724      | 7 332  |
| 4                                           | Dominique Wilkins    | 1984 - 1995 (11) | 6,8      | 882      | 6 019  |
| 5                                           | Wayne "Tree" Rollins | 1977 - 1987 (10) | 7,4      | 814      | 5 994  |
| 6                                           | Zelmo Beaty          | 2004 - 2012 (8)  | 11,2     | 501      | 5 622  |
| 7                                           | Cliff Hagan          | 1956 - 1966      | 6,9      | 745      | 5 116  |
| 8                                           | Josh Smith           | 1984 - 1994 (10) | 8,0      | 620      | 4 929  |
| 9                                           | Dan Roundfield       | 1978 - 1984 (6)  | 10,7     | 435      | 4 658  |
| 10                                          | John Drew            | 1974 - 1983 (9)  | 7,5      | 595      | 4 433  |
| Nota actualizados a 19 de diciembre de 2012 |                      |                  |          |          |        |

Asistencias totales temporada regular
| #                                           | Jugador           | Temporadas       | Promedio | Partidos | Total |
| ------------------------------------------- | ----------------- | ---------------- | -------- | -------- | ----- |
| 1                                           | Doc Rivers        | 1983 - 1991 (11) | 6,8      | 568      | 3 866 |
| 2                                           | Mookie Blaylock   | 1954 - 1965 (11) | 7,3      | 518      | 3 764 |
| 3                                           | Eddie Johnson     | 1977 - 1986 (9)  | 5,2      | 619      | 3 207 |
| 4                                           | Lenny Wilkens     | 1960 - 1968 (8)  | 5,5      | 555      | 3 049 |
| 5                                           | Joe Johnson       | 2004-2012 (8)    | 5,2      | 508      | 2 653 |
| 6                                           | Bob Pettit        | 1954 - 1965 (11) | 3,0      | 792      | 2 369 |
| 7                                           | Dominique Wilkins | 1984 - 1995 (11) | 2,6      | 882      | 2 321 |
| 8                                           | Cliff Hagan       | 1956 - 1966      | 3,0      | 745      | 2 242 |
| 9                                           | Jason Terry       | 1956 - 1966      | 5,5      | 403      | 2 230 |
| 10                                          | Spud Webb         | 1956 - 1966      | 4,5      | 483      | 2 159 |
| Nota actualizados a 19 de diciembre de 2012 |                   |                  |          |          |       |

## Entrenadores
- Roger Potter 1949
- Red Auerbach 1949-50
- David McMillan 1950–1951
- John Logan 1950
- Mike Todorovich 1950-51
- Doxie Moore 1951–1952
- Andrew Levane 1952–1953
- William Holzman 1954–1957
- Slater Martin 1957
- Alex Hannum 1958
- Andy Phillip 1958
- Ed Macauley 1958–1960
- Paul Seymour 1960–1961
- Andrew Levane 1961–1962
- Bob Pettit 1962
- Harry Gallatin 1962–1964
- Richie Guerin 1965–1971
- Cotton Fitzsimmons 1972–1976
- Bumper Tormohlen 1976
- Hubie Brown 1976–1981
- Mike Fratello 1981
- Kevin Loughery 1981–1983
- Mike Fratello 1983–1990
- Bob Weiss 1990–1993
- Lenny Wilkens 1993–2000
- Lon Kruger 2000–2002
- Terry Stotts 2002–2004
- Mike Woodson 2004–2010
- Larry Drew 2010-2013
- Mike Budenholzer 2013-2018
- Lloyd Pierce 2018-2021
- Nate McMillan 2021-2023
- Quin Snyder 2023-presente

## Gestión

### General Managers
| GM               | Periodo       |
| ---------------- | ------------- |
| Ben Kerner       | 1949–1960     |
| Marty Blake      | 1960–1970     |
| Bob Cousins      | 1970–1972     |
| Richie Guerin    | 1972–1973     |
| Pat Williams     | 1973–1974     |
| William Wilcox   | 1974–1975     |
| Bud Seretean     | 1975–1977     |
| Mike Storen      | 1977          |
| Michael Gearon   | 1977–1979     |
| Lewis Schaffel   | 1979          |
| Stan Kasten      | 1979–1990     |
| Pete Babcock     | 1990–2003     |
| Billy Knight     | 2003–2008     |
| Rick Sund        | 2008–2012     |
| Danny Ferry      | 2012–2014     |
| Mike Budenholzer | 2014–2017     |
| Travis Schlenk   | 2017–2022     |
| Landry Fields    | 2022–2025     |
| Onsi Saleh       | 2025-presente |

## Premios
| MVP de la Temporada - Bob Pettit - 1956, 1959 Mejor Defensor - Dikembe Mutombo - 1997, 1998 Rookie del Año - Bob Pettit - 1955 Mejor Sexto Hombre - Jamal Crawford - 2010 Jugador más Deportivo - Kyle Korver - 2015 - Vince Carter - 2020 Jugador Más Mejorado - Alan Henderson - 1998 - Dyson Daniels - 2025 Mejor Entrenador del Año - Harry Gallatin - 1963 - Richie Guerin - 1968 - Hubie Brown - 1978 - Mike Fratello - 1986 - Lenny Wilkens - 1994 Ejecutivo del Año de la NBA - Stan Kasten - 1986, 1987 MVP del All-Star Game - Bob Pettit - 1956, 1958, 1959, 1962 | Mejor Quinteto de la Temporada - Bob Pettit - 1955, 1956, 1957, 1958, 1959, 1960, 1961, 1962, 1963, 1964 - Dominique Wilkins - 1986 Segundo Mejor Quinteto de la Temporada - Frank Brian - 1951 - Slater Martin - 1957, 1958, 1959 - Cliff Hagan - 1958, 1959 - Bob Pettit - 1965 - Lou Hudson - 1970 - Pete Maravich - 1973 - Dan Roundfield - 1980 - Dominique Wilkins - 1987, 1988, 1991, 1993 - Dikembe Mutombo - 2001 Tercer Mejor Quinteto de la Temporada - Dominique Wilkins - 1989 - Kevin Willis - 1992 - Dikembe Mutombo - 1993 - Joe Johnson - 2010 - Al Horford - 2011 - Trae Young - 2022 | Mejor Quinteto Defensivo - Dan Roundfield - 1980, 1982, 1983 - Wayne "Tree" Rollins - 1984 - Mookie Blaylock - 1994, 1995 - Dikembe Mutombo - 1997, 1998 Segundo Mejor Quinteto Defensivo - Bill Bridges - 1969, 1970 - Joe Caldwell - 1970 - "Fast Eddie" Johnson - 1979, 1980 - Dan Roundfield - 1981, 1984 - Wayne "Tree" Rollins - 1983 - Mookie Blaylock - 1996, 1997, 1998, 1999 - Dikembe Mutombo - 1999 - Josh Smith - 2010 Mejor Quinteto de Rookies - Zelmo Beaty - 1963 - Lou Hudson - 1968 - Pete Maravich 1971 - John Brown - 1974 - John Drew - 1975 - Dominique Wilkins - 1983 - Stacey Augmon - 1992 - Al Horford - 2008 - Trae Young - 2019 Segundo Mejor Quinteto de Rookies - Jason Terry - 2000 - Josh Childress - 2005 - Josh Smith - 2005 - Marvin Williams - 2006 - John Collins - 2018 - Kevin Huerter - 2019 |